# Solenopsis laeviceps
Solenopsis laeviceps é uma espécie de formiga do gênero Solenopsis, pertencente à subfamília Myrmicinae.